# ジョゼ・モレイラ
ジョゼ・フィリペ・ダ・シルヴァ・モレイラ（José Filipe da Silva Moreira, 1982年3月20日 - ）は、ポルトガル・ポルト県マサレロス出身の元同国代表サッカー選手。現役時代のポジションはGK。

## 経歴

### クラブ
SCサルゲイロスの下部組織出身で、1999年にSLベンフィカの下部組織へ移籍。当時のユップ・ハインケス監督に見出され、プレシーズンツアーに同行した。2001年にトップチームに昇格し、昇格後しばらくはロベルト・エンケの控えを務めていたが、彼のFCバルセロナ移籍後はレギュラーを勝ち取り、代表にも招集されるようになる。しかし2004年にキムの加入に伴い、控えに再降格。2008–09シーズンは一定の出場機会を得たが、結局ベンフィカを退団するまでレギュラーを勝ち取ることはなかった。
2011年7月8日、プレミアリーグに昇格したばかりのスウォンジー・シティAFCへ移籍したものの、1か月後の8月10日にオランダ代表のミシェル・フォルムが加入し出場機会は限られた。2012年5月17日、双方の合意のもとで契約を解除し退団した。
2013年1月、キプロスのオモニア・ニコシアへ移籍した。シーズン途中からの加入であったものの、すぐさま定位置を確保した。
2015年8月31日、SCオリャネンセに移籍し母国に復帰。翌シーズンよりGDエストリル・プライアと2年契約を交わした。
2018年6月25日、CDコヴァ・ダ・ピエダーデへ1年契約で移籍した。
2019年7月28日、現役引退を発表した。

### 代表
U-17代表から各年代のポルトガル代表に選ばれた。2004年のUEFA EURO 2004のメンバーに選出され、チームは準優勝したが、試合出場はなかった。それから5年後の2009年8月12日に行われたリヒテンシュタインとの親善試合でA代表デビューを果たし、3-0と完封勝利に貢献した。しかし、エドゥアルド、ベト、キム、エンリケ・イラーリオ、ダニエル・フェルナンデス等との争いに敗れ、代表メンバーからは落選した。

## 人物
- 既婚者であり、2005年5月17日に第1子となる女児が誕生し、2007年6月15日にエリセイラの牧場で式を挙げた。
- ワインの愛好家としても知られている。

## 所属クラブ
- 1999-2001  SLベンフィカB
- 2001-2011  SLベンフィカ
- 2011-2012  スウォンジー・シティAFC
- 2013-2015  オモニア・ニコシア
- 2015-2016  SCオリャネンセ
- 2016-2018  GDエストリル・プライア
- 2018-2019  CDコヴァ・ダ・ピエダーデ

## タイトル

### クラブ
ベンフィカ
- スーペル・リーガ : 2004-05, 2009-10
- タッサ・デ・ポルトガル : 2003-04
- スーペルタッサ・カンディド・デ・オリベイラ : 2005
- タッサ・ダ・リーガ : 2008-09, 2009-10, 2010-11

### 代表
ポルトガル代表
- UEFA U-19欧州選手権 : 1999
- トゥーロン国際大会 : 2000